# Ruże
Ruże (dawniej Róże) – wieś w Polsce położona w województwie kujawsko-pomorskim, w powiecie golubsko-dobrzyńskim, w gminie Zbójno. 

## Podział administracyjny
W latach 1975–1998 miejscowość administracyjnie należała do województwa włocławskiego.

## Demografia
Według Narodowego Spisu Powszechnego (III 2011 r.) wieś liczyła 169 mieszkańców. Jest, wespół ze wsią Obory (169 mieszkańców), dziesiątą co do wielkości miejscowością gminy Zbójno.

## Grupy wyznaniowe
We wsi znajduje się parafia pw. św. Apostołów Piotra i Pawła.

## Obiekty zabytkowe
- Młyn wodny z roku 1908